# Ikarbus
Ikarbus a.d. è un'azienda serba, nata nel Regno di Jugoslavia come produttrice di aeromobili nel 1923, è attualmente produttrice di autobus e filobus.

## Storia
Nasce nel 1923 con il nome di Ikarus a.d., producendo inizialmente aeroplani, che dal 1927 verranno impiegati dall'esercito jugoslavo, con uno stabilimento industriale a Zemun, vicino a Belgrado, dove, nel 1932, verrà spostata la sede dell'azienda.
Nel 1941, durante l'invasione nazista della Jugoslavia, l'azienda viene sequestrata e nel 1944 la fabbrica viene gravemente danneggiata da due bombardamenti alleati, la produzione riprenderà nel novembre dello stesso anno.
Finita la seconda guerra mondiale, nel 1946 l'azienda verrà sequestrata e i suoi amministratori saranno giudicati colpevoli di aver collaborato con i nazisti, perciò due anni dopo lo stato unì Ikarus, Zmaj e Rogožarski nella Državna Fabrika Aviona.
Nel 1954 l'azienda inizia la produzione di autobus, inizialmente in collaborazione con MAN e Sauer, anche se in poco tempo l'azienda inizierà a progettarne di propri.
Nel 1961 viene interrotta la produzione militare, che passerà nelle mani della SOKO.
Nel 1992, a seguito della privatizzazione, il nome Ikarus viene cambiato in Ikarbus, a causa dell'omonimia con un'azienda ungherese.

## Produzioni

### Autobus
- IK-4, costruito ispirandosi ai modelli della Leyland Motors, è stato prodotto negli anni '70
- IK-5A/5B, autosnodati costruito su licenza della MAN nei primi anni '80
- IK-61, prodotto negli anni '70
- IK-83, costruito sul telaio della FAP (Fabrika automobila Priboj) negli anni '70
- IK-101
- IK-102
- IK-103
- IK-103 CNG
- IK-105/108/110/110B/115, prodotti fino al 1988
- IK-107, minibus
- IK-111/111B, prodotti fino al 1996
- IK-112LE, costruito sul telaio del Mercedes-Benz OC 500 LE
- IK-112M, costruito sul telaio del MAN Lion's City
- IK-112N
- IK-160/160B/180, autosnodati, prodotti fino al 1988
- 160P, autosnodato prodotto fino al 1989
- IK-161/161B, autosnodati, prodotti fino 1996
- IK-161R, autosnodato, prodotti fino al 1996
- IK-166, autosnodato, prodotto fino al 1996
- IK-201, autosnodato prodotto dal 1993 al 2006
- IK-202, autosnodato prodotto dal 1993 al 2006
- IK-203, autosnodato
- IK-206, autosnodato prodotto dal 2006
- IK-218M, autosnodato a pianale ribassato progettato sul telaio del MAN Lion's City
- IK-218N, autosnodato a pianale ribassato
- IK-308
- IK-312
- IK-412
- IK-415

### Aeroplani
- Ikarus 214
- Ikarus 215
- Ikarus 451
- Ikarus 452
- Ikarus Aero 2
- Ikarus IK-2
- Ikarus IO
- Ikarus Kosava
- Ikarus Kurir
- Ikarus MM-2
- Ikarus Meteor
- Ikarus Orkan
- Ikarus S-49
- Ikarus SM